# Каплиця Блажовських (Язловець)
Каплиця Блажовських в Язловці — культова споруда, пам'ятка архітектури місцевого значення в селі Язловці Бучацької громади Чортківського району Тернопільської области України.

## Відомості
У 1860 р. на місці поховання родини барона Кшиштофа Блажовського на старому цвинтарі споруджено неготичну каплицю з родинним гербом Сас.
Дослідник о. Садок Баронч у своїй книзі «Пам'ятки язловецькі» подав детальний опис каплиці: чотири «вежечки», одна центральна вежа з тесаного каміння, вікна з кольоровим склом, вісім сходинок веде до фронтальних дверей тощо.